# Gift vid första ögonkastet
Gift vid första ögonkastet är en dokusåpa producerad av Baluba, baserad på den danska förlagan Gift Ved Første Blik [dk] . Serien sänds på Sveriges Television och hade premiär i SVT Flow den 10 november 2014. Programmet vann Kristallen 2019 som "årets realityprogram" och 2023 som "årets kärleksreality".
De deltagande paren som matchats ihop av experter, ses första gången vid bröllopet.  De lever sedan tillsammans i fyra veckor och beslutar därefter om de vill förbli gifta eller skiljas. Under sju säsonger har totalt 25 äktenskap arrangerats varav 21 har lett till skilsmässa.

## Mottagande
Flera relationsexperter reagerade på programmet och en av de hårdaste kritikerna var psykoterapeuten Eva Rusz som i en debatt i Aktuellt menade att den här typen av program inte borde finnas, varken i Sverige eller i SVT.

### Kritik från deltagare
Programmet har vid upprepade tillfällen kritiserats av deltagarna. I ett öppet brev 2016 krävde sju tidigare deltagare att programmet skulle läggas ned. Kritiken bestod i att produktionen inte var det den utgav sig för att vara, att produktionen ljugit för dem och att programmet ska ha lett till sjukskrivningar bland de tidigare deltagarna.